# Torneig Intervelòdroms
El Torneig Intervelòdroms (o Torneig Nacional Intervelòdroms, des de 1965) va ser una competició de ciclisme en pista que es va celebrar anualment a Catalunya de 1960 a 1963 i després a tot l'Estat, de 1965 a 1973.

## Funcionament
Consistia en una competició entre equips ciclistes adscrits a diferents pistes de la geografia catalana i després espanyola, disputada en format de lliga, a doble volta i tots contra tots, un patró de competició que no canviaria al llarg dels anys. Estava dirigida a ciclistes aficionats de cara a fomentar la pràctica del ciclisme en pista, llavors en crisi i en ple declivi davant del ciclisme de carretera o en ruta. Va tenir els seus orígens a Catalunya i després el format es va ampliar a tot Espanya.

## Història

### Torneig de Catalunya (1960-1963)
El primer torneig va sorgir a Catalunya, organitzat per la Federació Catalana de Ciclisme i, per tant, únicament varen participar velòdroms del Principat.
La primera edició es va disputar del 17 de juliol al 18 de setembre de 1960 amb sis pistes: Velódromo Mostajo (Barcelona), Igualada, Lleida, Mataró, Tortosa i El Vendrell. Es va imposar l'equip de Mataró.
La segona edició es va disputar del 10 de juny al 17 de setembre de 1961 amb set velòdroms, els de la passada edició més la pista de Vilafranca. En aquesta ocasió es va imposar l'equip de Tortosa, seguit del Vendrell.
La tercera edició va tenir lloc del 15 de juliol al 13 d'octubre de 1962 amb sis participants: Velódromo Mostajo (Barcelona), Lleida, Mataró, Tortosa, El Vendrell i Vilafranca. És a dir, els mateixos de la temporada passada menys Igualada. Es va imposar l'equip de Lleida.
La quarta i última edició d'aquesta etapa es va córrer del 20 de juliol a octubre de 1963. Només hi va haver cinc participants: els mateixos de l'any passat, menys la pista de Vilafranca. A més El Vendrell es va retirar a meitat del torneig. No se sap qui va ser el campió i és possible que el torneig no finalitzés.

### Torneig de Mallorca (1964)
El torneig es va implantar a Mallorca el 1964, sense cap relació amb la competició catalana ni amb l'organitzada posteriorment. Es va disputar de gener a març, a tall de pretemporada i previ al calendari oficial. Hi varen participar quatre pistes de l'illa: Campos, Tirador (Palma), Ca n'Escarrinxo (Pollença) i Vilafranca. Es va imposar l'equip de Palma.

### Torneig estatal (1965-1973)
El 1965 la Federació Espanyola de Ciclisme va acordar implantar el torneig a nivell estatal per fomentar el ciclisme en pista i posar a punt els ciclistes de cara al Campionat del món de ciclisme en pista de 1965 que anava a celebrar-se en el Velòdrom d'Anoeta (Sant Sebastià). des d'aleshores va adoptar el nom de Torneig Nacional Intervelòdroms.
Enguany es va recuperar puntualment el Torneig Intervelòdroms a Catalunya com a fase regional i previ al torneig estatal. Es va disputar de l'11 d'abril a l'11 de maig de 1965 amb quatre pistes: Barcelona-Mataró (Velòdrom de Mataró), Igualada, Lleida i Tortosa. Es va imposar Tortosa i totes les pistes varen disputar la fase nacional, menys el cuer Igualada.
La primera edició es va celebrar del 26 de juny al 26 de setembre de 1965 amb cinc participants: Balears (Tirador), Lleida, Madrid (Palacio de los Deportes), Mataró i Tortosa. Es va imposar l'equip de Balears. Malgrat això la pista de l'equip campió va tenir les seves grades gairebé buides durant la competició, senyal que el torneig no aconseguia despertar l'interès del públic.
La segona edició es va disputar fins a setembre de 1966 amb sis pistes: Igualada, Lleida, Mataró, Sant Sebastià (Velòdrom d'Anoeta), Tomelloso i Tortosa. Es va imposar l'equip de Mataró. El Campionat del món de ciclisme en pista de 1965 va ser un èxit esportiu i hauria d'haver donat una empenta al torneig; però això no es va veure reflectit en la competició, que va ser cancel·lada després de dues edicions i no es va reprendre fins al 1970.
El 1970 la Federació Espanyola va reinstaurar el torneig amb el mateix format de competició, és a dir, de lliga a doble volta. Així es va disputar una tercera edició del 5 de juliol al 20 de setembre amb sis participants: Balears (Tirador), Igualada, Lleida, Madrid, Mataró i Tortosa. Es va imposar l'equip d'Igualada. Malgrat els esforços federatius la competició no acabava de quallar; el públic era escàs i les notícies en premsa molt escasses, fins al punt de no aparèixer la classificació final ni mencions a l'equip campió.
La quarta edició es va córrer del 18 d'abril al 21 de juliol de 1971 amb vuit participants: Igualada, Lleida, Madrid, Mataró, Palma (Tirador i Vilafranca), Santa Maria (Ca n'Andria), El Tiemblo i Tortosa. L'equip d'Igualada va repetir el triomf de l'edició pasada. Malgrat l'increment de participants la premsa tot just esmentava el seu desenvolupament, símptoma de l'escàs interès que suscitava.
Del 7 de juliol al 12 d'agost de 1973 es va disputar una última edició en què només varen participar quatre pistes: Lleida, Mataró, Tortosa i Vilaseca. Com que tots els participants varen ser catalans es desconeix si va ser una última edició del Torneig Nacional o una reedició del format català, semblant a les edicions dels anys 60. Es va imposar Mataró.
Després de l'edició de 1973 la competició va desaparèixer. Posteriorment aquest format de competició s'ha reprès en multitud d'ocasions amb el mateix nom, a escala regional i per a categories de ciclisme de base.

## Palmarés
| Edició      | Àmbit             | Equips            | Campió            |
| ----------- | ----------------- | ----------------- | ----------------- |
| 1960        | Catalunya         | 6                 | Mataró            |
| 1961        | Catalunya         | 7                 | Tortosa           |
| 1962        | Catalunya         | 6                 | Lleida            |
| 1963        | Catalunya         | 5                 | Sense dades       |
| 1964        | Mallorca          | 4                 | Palma             |
| 1965        | Catalunya         | 4                 | Tortosa           |
| 1965        | Espanya           | 5                 | Balears           |
| 1966        | Espanya           | 6                 | Mataró            |
| 1967 – 1969 | No es va disputar | No es va disputar | No es va disputar |
| 1970        | Espanya           | 6                 | Igualada          |
| 1971        | Espanya           | 8                 | Igualada          |
| 1972        | No es va disputar | No es va disputar | No es va disputar |
| 1973        | Espanya (?)       | 4                 | Mataró            |